# Anita Anand

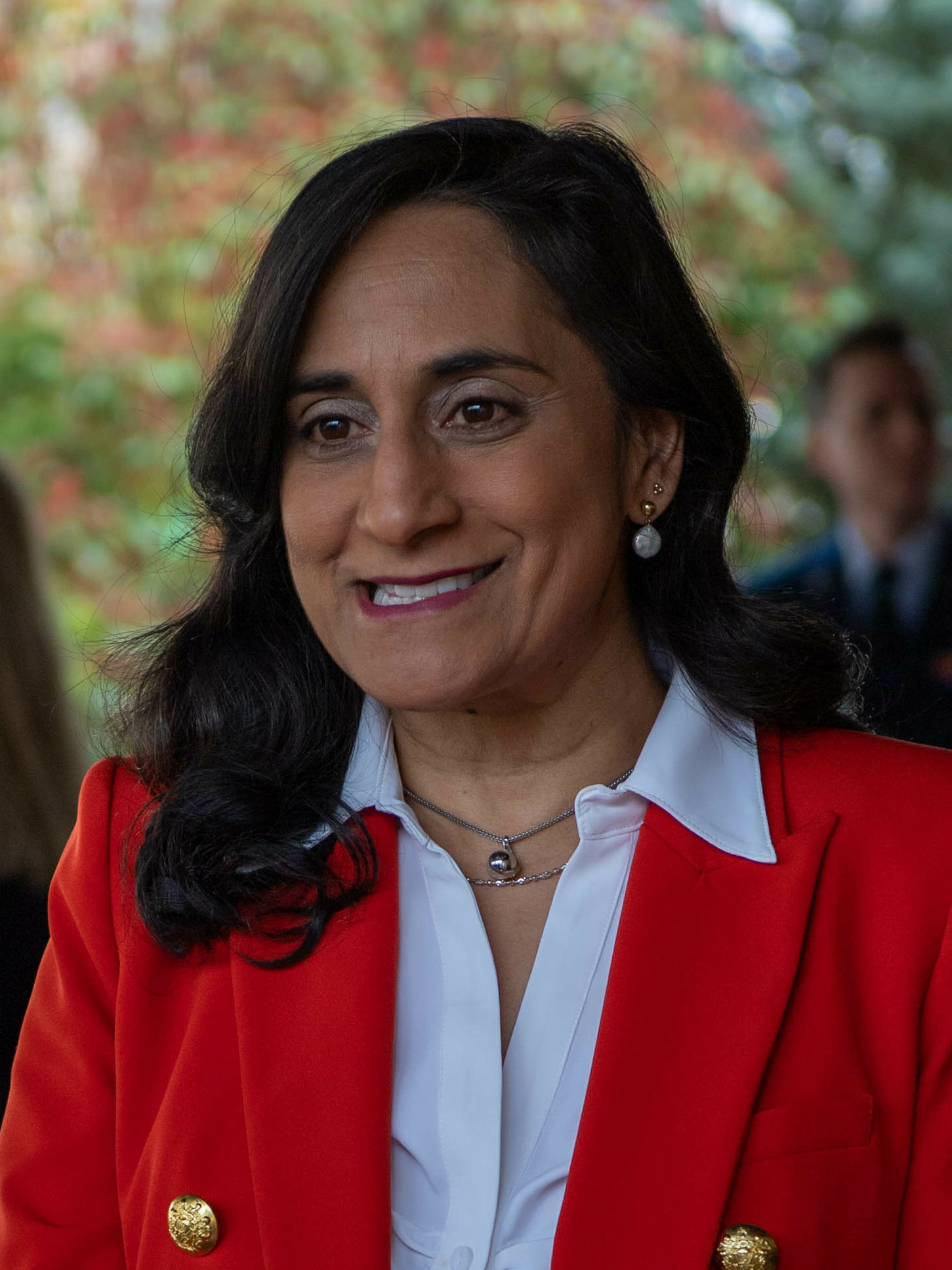
Anita Anand (2023)

Anita Anand (* 1967 in Kentville, Nova Scotia) ist eine kanadische Anwältin und Politikerin der Liberalen Partei und war von 2024 bis 2025 Verkehrsministerin ihres Landes. Seit 2025 ist sie im 30. Kanadischen Kabinett Ministerin für Äußeres in Kanada.
Anita Anand ist seit 2019 Abgeordnete im kanadischen Unterhaus. Bevor sie als Abgeordnete ins Unterhaus gewählt wurde, war Anand Professorin für Kapitalmarktregulierung und Corporate Governance an der University of Toronto.
Ab 2019 amtierte Anand als Ministerin für öffentliche Dienstleistungen und Beschaffungen Kabinett Trudeau. Anschließend war sie von 2021 bis 2023 Ministerin für nationale Verteidigung. Im Zuge einer Kabinettsumbildung wurde Anand im Juli 2023 Präsidentin des Schatzamtausschusses (President of the Treasury Board), dieses Amt hatte sie bis Dezember 2024 inne.
Nach dem Rücktritt von Pablo Rodriguez wurde Anand im September 2024 zur Verkehrsministerin ernannt.